# Gymnobucco cinereiceps
Gymnobucco cinereiceps, "gråhuvad barbett", är en fågel i familjen afrikanska barbetter inom ordningen hackspettartade fåglar. Den betraktas oftast som underart till gråstrupig barbett (Gymnobucco bonapartei), men urskiljs sedan 2014 som egen art av Birdlife International, IUCN och Handbook of Birds of the World.
Fågeln förekommer från S södra Sydsudan och östra Demokratiska republiken Kongo söderut till Burundi, västra Kenya och nordvästra Tanzania. Den kategoriseras av IUCN som livskraftig.